# Jaczów
Jaczów (niem. Friedenshagen, do 1937 r. Jätschau) – wieś w Polsce, położona w województwie dolnośląskim, w powiecie głogowskim, w gminie Jerzmanowa.

## Podział administracyjny
W latach 1954–1958 wieś należała i była siedzibą władz gromady Jaczów, po jej zniesieniu w gromadzie Ruszowice. W latach 1975–1998 miejscowość należała administracyjnie do województwa legnickiego.

## Nazwa
W łacińskiej Liber fundationis episcopatus Vratislaviensis (pol. Księga uposażeń biskupstwa wrocławskiego) z 1295 r. miejscowość wymieniona jest pod nazwą Jeczow.
Rozporządzenie ministerialne o przywróceniu i ustaleniu urzędowych nazw miejscowości z 1946 r. wymienia Friedenshagen jako niemiecką nazwę miejscowości. Słownik nazw miejscowych Dolnego Śląska (1995) podaje, że w 1937 r. w miejsce nazwy Jätschau wprowadzono nazwę Friedenshagen. Jednak Słownik nazewnictwa krajoznawczego (2002) wymienia jedynie nazwę Friedenshagen, mimo redakcji haseł zakładającej podanie także wcześniejszej nazwy, jeśli jej zmiana miała miejsce w okresie rządów NSDAP. Praca Deutsche Verwaltungsgeschichte (2006) wymienia wprawdzie miejscowość Jätschau, ale podaje, że 1 kwietnia 1937 r. została ona włączona do miejscowości Friedenshagen, którą odnotowuje także w 1933 r. przy okazji wyników spisu powszechnego.
12 listopada 1946 r. nadano miejscowości polską nazwę Jaczów.

## Historia
W Jaczowie odnaleziono liczne ślady wczesnego osadnictwa, świadczące o obecności tam plemienia Dziadoszan.
W 1305 miejscowość ta należała do biskupstwa wrocławskiego. 
W latach 60. XVI wieku rozwijał się tu luteranizm, stan ten utrzymywał się do końca wojny trzydziestoletniej.
W 1814 roku w Jaczowie Francuzi podpisali akt kapitulacji głogowskiej twierdzy po oblężeniu prusko-rosyjskim.
W 2006 roku założono w miejscowości Ochotniczą Straż Pożarną.

## Demografia
W roku 1925 w miejscowości mieszkało 1131 osób. 80 lat później (2006 r.) w Jaczowie mieszkało około 1000 osób. Według Narodowego Spisu Powszechnego (III 2011 r.) wieś zamieszkiwały 1342 osoby i była to największa miejscowość gminy Jerzmanowa.

## Zabytki
Do rejestru zabytków Narodowego Instytutu Dziedzictwa wpisane są:
- kościół parafialny św. Szymona i Judy Tadeusza z XVI wieku, przebudowany na przełomie XVIII i XIX wieku,
- kostnica z XVI wieku, przebudowana na przełomie XVIII i XIX wieku,
- kuźnia z XIX wieku.